# زيفكو بيتكوف
زيفكو بيتكوف هو لاعب كرة قدم روسي في مركز الهجوم، ولد في 15 فبراير 1993 في بورغاس في بلغاريا. شارك مع منتخب بلغاريا تحت 19 سنة لكرة القدم ومنتخب بلغاريا تحت 21 سنة لكرة القدم. أما مع النوادي، فقد لعب مع نادي تشيرنو مور فارنا.

## وصلات خارجية
- زيفكو بيتكوف على موقع الاتحاد الأوربي (الإنجليزية)
- زيفكو بيتكوف على موقع قاعدة بيانات كرة القدم.إي يو (الإنجليزية)
- زيفكو بيتكوف على موقع Soccerway.com (الإنجليزية)